# Romeo Castellucci
Romeo Castellucci (Cesena, Italia, 4 de agosto de 1960) es un director de escena, dramaturgo, artista plástico y escenógrafo italiano. Desde los años ochenta es uno de los protagonistas del espacio teatral vanguardista en Europa.

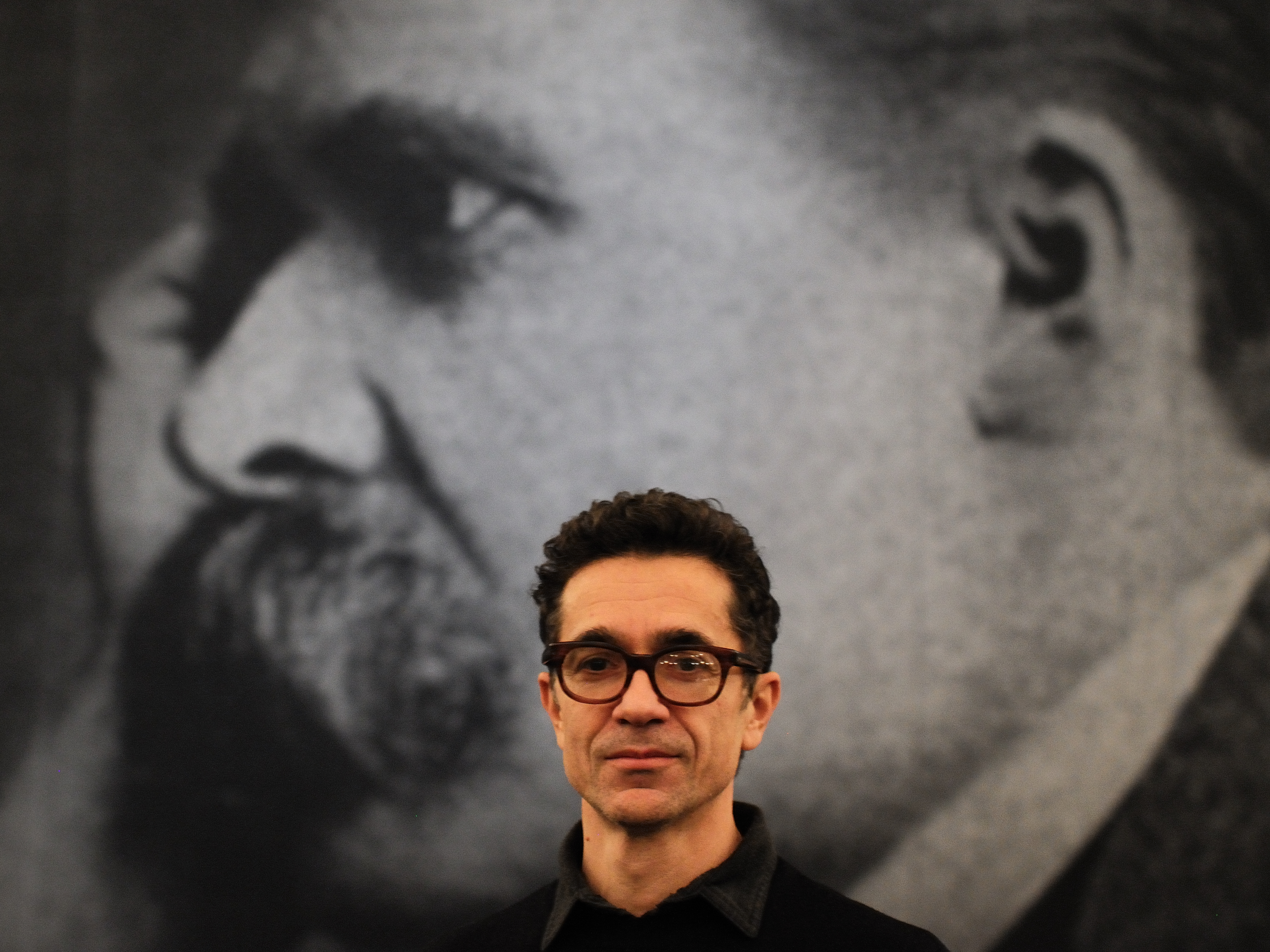
Romeo Castellucci al Teatro Comunale di Bologna

## Historia
Romeo Castellucci estudió en la Academia de Bellas Artes de Bolonia y se graduó en pintura y escenografía. En 1981, Romeo Castellucci funda, junto con su hermana Claudia y Chiara Guidi, la Socìetas Raffaello Sanzio, tomando el nombre del pintor renacentista. Sus premisas eran hacer un teatro partiendo de lo plástico, visual y sonoro. Desde entonces, la compañía ha estrenado más de una docena de obras y ha recibido numerosos premios y reconocimientos. Su compañía, de las más experimentales, cultiva una forma de creación que reúne todas las expresiones artísticas en escena, y se ha afirmado, a partir de la mitad de los años ochenta y, sobre todo, en los años noventa, en Italia y en Europa, como una de los grupos de investigación teatrales más radicales de la escena italiana contemporánea. 
Inscrito en lo que Antonin Artaud llamara el Teatro de la crueldad, en los espectáculos de la Socìetas Raffaello Sanzio el texto se diluye a favor de la imagen y de los sonidos, tratados en sus aspectos más radicales y exacerbados. Sus propuestas combinan el antiguo artesanado teatral con la tecnología más avanzada y aúnan dispositivos visuales, sonoros e incluso olfativos, para crear obras en las que predomina el cuerpo frente a la palabra. De una estética mucha veces excesiva, pero nunca descontrolada, estos espectáculos difícilmente pueden ser comparados a otra cosa que a ellos mismos que, provocadores y vanguardistas, nunca dejan al público indiferente.
Castellucci fue nombrado Caballero de la Orden de las Artes y las Letras de Francia en el año 2002
En 2003, es nombrado director de la sección teatral de la 37.ª edición de la Bienal de Venecia, cuyo título fue “Pompei, la novela de las cenizas”. Dentro de su programación, quiso poner el acento sobre un arte dramático subterráneo, debajo de las cenizas, y favoreció un modo de creación esencialmente plástico, en el que el texto mismo toma un valor material.
En 2008, Romeo Castellucci fue “artista asociado” del Festival de Aviñón y creó tres piezas inspiradas en la Divina Comedia de Dante. Esta trilogía fue considerada por el periódico francés Le Monde como la mejor obra de la primera década del siglo XXI.

## Obras
- 1986 - Santa Sofía-Teatro Jemer
- 1989 - El descenso de Inanna
- 1990 - Gilgamesh
- 1990 - Isis y Osiris
- 1991 - Adhura Mazda
- 1992 -Hamlet. La vehemente exterioridad de la muerte de un molusco, William Shakespeare
- 1992 - Orestíada (¿una comedia orgánica?), Esquilo
- 1993 - Masoch
- 1994 - Hansel and Gretel
- 1992 - Buchettino for children
- 1997 -  Julio César, William Shakespeare
- 1999 - Genesi, from the museum of sleep
- 1999 - Voyage au bout de la nuit d'après Louis-Ferdinand Celine
- 2000 - Il Combattimento, Claudio Monteverdi
- 2002-2004 - Tragedia Endogonidia
- Los episodios de la Tragedia Endogonidia : 
  - C.#01 Cesena (Socìetas Raffaello Sanzio, 25-26 janvier 2002)
  - A.#02 Aviñón (Festival d'Avignon, 7-16 juillet 2002)
  - B.#03 Berlín (Hebbel Theater, 15-18 janvier 2003)
  - Br.#04 Bruxelles (Kunsten Festival des Arts, 4-7 mai, 2003)
  - Bn.#05 Bergen (International Festival Norway, 22-25 mai, 2003)
  - P.#06 París (Odéon - Théâtre de l'Europe, avec le Festival d'Automne, 18-31 de octubre de 2003)
  - R.#07 Rome (Romaeuropafestival, 17-20 de febrero de 2004)
  - S.#08 Strasbourg (Le Maillon, Théâtre de Strasbourg)
  - L.#09 Londres (LIFT, London International Festival of Theatre, 13-16 de mayo de 2004)
  - M.#10 Marseille (Les Bernardines avec le Théâtre du Gymnase, 20-26 septembre, 2004)
  - C.#11 Cesena (Socìetas Raffaello Sanzio, 16-22 décembre, 2004)
- 2007 - Hey Girl![3]
- 2008 - Inferno, Purgatorio et Paradiso, Dante[4]
- 2011 - Parsifal, Richard Wagner
- 2011 - Sul concetto di volto nel figlio di Dio
- 2012 - The Four Seasons Restaurant, dans le cycle « Le Voile noir du pasteur », créé au Festival d'Avignon, 7-25 juillet 20125
- 2012 : Folk, creazionen in situ per la Ruhr Triennale
- 2013 : Hyperion. Letters of a Terrorist, Schaubühne Berlin
- 2013 : Schwanengesang D744, Festival d'Avignon
- 2013 : ETHICA I. De la nature et de l’origine de l’esprit
- 2014 : Le Sacre du Printemps
- 2014 : Go down, Moses
- 2014 : Giulio Cesare. Pezzi Staccati
- 2014 : Uso umano di essere umani
- 2015 : Oedipus der Tyrann
- 2015 : Le Metope del Partenone, per Art Basel en Suisse
- 2015 : Moses and Aron[5]
- 2015 : Orestie (une comédie organique ?), recreazione del 2015
- 2016 : ETHICA II. De la puissance de l’entendement ou de la liberté de l’homme
- 2017 : Democracy in America
- 2018 : Salome[6]
- 2019 : Il Primo Omicidio[7]

## Premios y reconocimientos
Romeo Castellucci y la Socìetas Raffaello Sanzio han conseguido los siguientes premios:
- 1996 : Premio especial por la Resistencia otorgado por el Ministerio de Turismo y del Espectáculo de Italia.
- 1997 : Premio Prix Masque d’Or del Mejor Espectáculo extranjero del año otorgado por el Festival de Teatro de las Américas, Quebec.
- 1997 : Premio UBU al Mejor Espectáculo del año por Giulio Cesare.
- 2000 : Premio Europeo Nuevas Realidades teatrales, otorgado a la Socìetas Raffaello Sanzio, Taormina.
- 2000 : Premio UBU al Mejor Espectáculo del año por Genesi, from the museum of sleep.
- 2000 : Premio a la Mejor Producción Internacional por Genesi, from the museum of sleep, Dublín, Dublin Theatre Festival
- 2000 : Premio al Mejor Creador de elementos Escénicos otorgado por el Sindicato de la crítica, París.
- 2002 : Nombrado Chevalier des Arts et des Lettres por el Ministerio Francés de Cultura y Artes.
- 2004 : Premio Especial UBU, otorgado a Tragedia Endogonidia.
- 2014 Doctor honoris causa por la Universidad de Bolonia
- 2015 Premio Ubu  a la mejor escenografía por Go Down, Moses